# Partie opérative
Pour les articles homonymes, voir Partie.

Parties fonctionnelles d'une machine.

La partie opérative d'un automatisme est le sous-ensemble qui effectue les actions physiques (déplacement, émission de lumière...), mesure des grandeurs physiques (température, humidité, luminosité...) et rend  compte à la partie commande.
Elle est généralement composée d'actionneurs, de capteurs, d'effecteurs et d'un bâti.
Plus simple : la partie opérative reçoit les ordres de la partie commande et les exécutes.
- Exemple : l'ensemble des pompes électriques, des électrovannes, des capteurs de niveau d'eau et de température est la partie opérative d'un lave-linge.